# 北海道馬拉松
北海道馬拉松（北海道マラソン）由北海道陸上競技協會及札幌陸上競技協會共同主辦，世界田径一般標籤（Label）路跑賽事認證，是1987年起每年於日本北海道札幌市舉辦的年度马拉松比賽。托羅沙（ambesse tolosa）保持馬拉松賽會紀錄2時10分13秒。